# Masters of War
Masters of War – protest song skomponowany przez Boba Dylana i nagrany przez niego na drugim albumie The Freewheelin’ Bob Dylan w maju 1963 r.

## Historia utworu
24 stycznia 1963 roku Dylan nagrał tę kompozycję u swojego wydawcy Witmark Music.
Premiera „Masters of War” odbyła się 8 lutego tego samego roku w „Gerde's Folk City”. Nagrania z tego koncertu zapełniają tzw. The Banjo Tape. Nazwa ta wzięła się z tego powodu, iż na scenie towarzyszył Dylanowi Happy Traum, który grał na bandżo i towarzyszył wokalnie w niektórych utworach.
W lutym Dylan nagrał ten utwór w studiu radia WNBC w Nowego Jorku dla programu „Oscar Brand Show”.
12 kwietnia Dylan wykonał ten „protest song” na swoim pierwszym dużym koncercie w Town Hall w Nowym Jorku. Koncert ten został nagrany (jako jeden z trzech koncertów) przez Columbię z zamiarem wydania na albumie Bob Dylan in Concert. Wydrukowano nawet okładkę, jednak wkrótce zrezygnowano z albumu.
Był to jeden z najpłodniejszych okresów w karierze Dylana, który dalece przekraczał, zarówno ilościowo, jak i jakościowo, osiągnięcia innych muzyków. Na wspomnianym koncercie Dylan wykonał 24 utwory, z tego 15 było jego oryginalnymi kompozycjami i z tych 15 zaledwie 3 zostały nagrane na albumach Columbii.
24 kwietnia podczas dodatkowej sesji do Freewheelin’  Dylan nagrał pięć utworów, z których cztery zostały umieszczone na albumie w miejsce wycofanych czterech utworów. Jednym z nich jest właśnie „Masters of War”.
26 października odbył się wielki koncert Dylana w Carnegie Hall, jeden z tych, które Columbia nagrała w celu wybrania utworów na planowany koncertowy album artysty. Dylan wykonał na nim „Masters of War”. Był to zarazem pierwszy koncert, na który zaprosił swoich rodziców.
Dylan wykonywał i wykonuje w dalszym ciągu ten utwór w czasie swoich tur koncertowych – zarówno w wersji akustycznej jak i elektrycznej.

## Tematyka
Kompozycja ta jest pieśnią protestu. Niektórzy sugerowali, iż utwór ten jest „pożegnalnym pocałunkiem” z muzyką protestu, jednak sam Dylan zadał temu kłam w swojej nocie z albumu Biograph, pisząc, iż nigdy nie uważał, że „Masters of War” jest jakimś pożegnaniem z pieśniami protestu.
Utwór ten pokazuje innego Dylana, który sam mówi Natowi Hentoffowi – autorowi noty z okładki Freewheelin’  – że nigdy jeszcze nie napisał czegoś takiego.
Z pewnością miał na myśli niezwykłą agresję, zjadliwość i mściwość, które wynikają z tekstu utworu. Dylan posuwa się do tego, że owym „panom wojny” życzy po prostu śmierci, odrzucając wszelkie wybaczenie. Między innymi z tego powodu piosenka była krytykowana jako jednowymiarowa i przesadzona, gdyż właściwie „krzyczy”. Był to rok 1963 r. i wtedy być może niektórzy odbierali ją jako zbyt gwałtowną i przesadną. Jednak uważa się, że utwór ten znakomicie się zestarzał – jest bardziej aktualny dziś niż był w 1963 r. Dziś nie odbiera się go przez pryzmat młodego i gniewnego Dylana, który przesadził, ale umieszcza się go w rejonie proroków Starego Testamentu. Dylan zresztą świetnie pamiętał, co powiedział prezydent i były generał Dwight D. Eisenhower młodemu prezydentowi Johnowi F. Kennedy’emu w 1961 r.: Strzeż się kompleksu militarno-przemysłowego.
Dylan unaocznił wszystkim aktualność utworu wykonując go m.in. podczas akceptacji nagrody Grammy za całokształt swojej twórczości. Był to rok 1991 r. – szczytowy moment konfliktu w Zatoce Perskiej.

## Sesje i koncerty Dylana, na których wykonywał ten utwór

### 1963
- 21 stycznia 1963 – Dylan nagrywa piosenkę dla swojego wydawcy The Witmark Music w Witmar kStudio
- 8 lutego 1963 – Dylan dokonuje nagrań w suterenie klubu „Gerede's Folk City” w Nowym Jorku. Taśma nosi nazwę „The Banjo Tape”. Na banjo grał Happy Traum
- Luty 1963 – nagrania w radiu WBAI w Nowym Jorku dla programu „Skip Weshner Show”
- 3 marca 1963 – Dylan ponownie nagrywa utwór dla swojego wydawcy Witmark Music w The Witmark Studio w Nowym Jorku
- 24 marca 1963 – sesje nagraniowe do albumu w Columbia Studio A w Nowym Jorku. Powstało 6 nagrań piosenki
- 12 kwietnia 1963 – pierwszy wielki koncert Dylana w „Town Hall” w Nowym Jorku. Został nagrany i wraz z wybranymi utworami z dwóch następnych koncertów miał tworzyć pierwsze koncertowy album Dylana Bob Dylan in Concert. Z zarzuconych planów pozostała tylko okładka
- 26 października 1963 – koncert Dylana w Carnegie Hall w Nowym Jorku. Był to pierwszy koncert na który zaprosił swoich rodziców. Miał stanowić część projektowanego albumu koncertowego Bob Dylan in Concert.

### 1978
Światowe Tournée 1978. Od 20 lutego 1978 do 16 grudnia 1978. Cała światowa tura koncertowa Dylana liczyła 114 koncertów.
Los Angeles (pocz. 1 czerwca 1978)
- 1 czerwca 1978 – koncert w „Universal Amphitheater” w Los Angeles w Kalifornii
- 2 czerwca 1978 – koncert w „Universal Amphitheater” w Los Angeles w Kalifornii
- 3 czerwca 1978 – koncert w „Universal Amphitheater” w Los Angeles w Kalifornii
- 4 czerwca 1978 – koncert w „Universal Amphitheater” w Los Angeles w Kalifornii
- 5 czerwca 1978 – koncert w „Universal Amphitheater” w Los Angeles w Kalifornii
- 6 czerwca 1978 – koncert w „Universal Amphitheater” w Los Angeles w Kalifornii
- 7 czerwca 1978 – koncert w „Universal Amphitheater” w Los Angeles w Kalifornii

Europejskie tournée (pocz. 15 czerwca 1978)
- 15 czerwca 1978 – koncert w „Earl’s Court” w Londynie
- 16 czerwca 1978 – koncert w „Earl’s Court” w Londynie
- 17 czerwca 1978 – koncert w „Earl’s Court” w Londynie
- 18 czerwca 1978 – koncert w „Earl’s Court” w Londynie
- 19 czerwca 1978 – koncert w „Earl’s Court” w Londynie
- 20 czerwca 1978 – koncert w „Earl’s Court” w Londynie
- 23 czerwca 1978 – koncert na „Feijenoord Stadion” w Rotterdamie w Holandii
- 26 czerwca 1978 – koncert w „Westfalenhalle” w Dortmundzie w Niemczech
- 27 czerwca 1978 – koncert w „Westfalenhalle” w Dortmundzie w Niemczech
- 29 czerwca 1978 – koncert w „Deutschlandhalle” w Berlinie
- 1 lipca 1978 – koncert na „Zeppelinfeld” w Norymberdze w Niemczech
- 3 lipca 1978 – koncert w „Pavillon de Paris” w Paryżu we Francji
- 4 lipca 1978 – koncert w „Pavillon de Paris” w Paryżu we Francji
- 5 lipca 1978 – koncert w „Pavillon de Paris” w Paryżu we Francji
- 6 lipca 1978 – koncert w „Pavillon de Paris” w Paryżu we Francji
- 8 lipca 1978 – koncert w „Pavillon de Paris” w Paryżu we Francji
- 11 lipca 1978 – koncert w „Scandinavium” w Göteborgu w Szwecji
- 12 lipca 1978 – koncert w „Scandinavium” w Göteborg w Szwecji
- 15 lipca 1978 – koncert w „Blackbushe Aerodrome” w Camberley w Anglii

Jesienne tournée po USA (pocz. 15 września 1978)
- 15 września 1978 – koncert w „Civic Center” w Auguście w stanie Maine
- 16 września 1978 – koncert w „Cumberland Civic Center” w Portland w Maine
- 17 września 1978 – koncert w „War Memorial Coliseum” w New Haven w stanie Connecticut
- 19 września 1978 – koncert w „Forum de Montréal” w Montrealu w prow. Quebec w Kanadzie
- 20 września 1978 – koncert w „Boston Gardens” w Bostonie w stanie Massachusetts
- 22 września 1978 – koncert w „Onondaga County War Memorial Auditorium” w Syracuse w stanie Nowy Jork
- 24 września 1978 – koncert w „Broome County Veterans Memorial Arena” w Binghamton w stanie Nowy Jork
- 26 września 1978 – koncert w „Civic Center” w Springfield w stanie Massachusetts
- 27 września 1978 – koncert w „Nassau County Coliseum” w Uniondale w stanie Nowy Jork
- 29 września 1978 – koncert w „Madison Square Garden” w Nowym Jorku
- 30 września 1978 – koncert w „Madison Square Garden” w Nowym Jorku
- 3 października 1978 – koncert w „Scope Arena” w Norfolk w stanie Wirginia
- 4 października 1978 – koncert w „Civic Center” w Baltimore w stanie Maryland
- 5 października 1978 – koncert w „Capital Center” w Largo w stanie Maryland
- 6 października 1978 – koncert w „The Spectrum” w Filadelfii w stanie Pensylwania
- 7 października 1978 – koncert w „Civic Center” w Providence w stanie Rhode Island
- 9 października 1978 – koncert w „Memorial Auditorium” w Buffalo w stanie Nowy Jork
- 12 października 1978 – koncert w „Maple Leaf Gardens” w Toronto w prow. Ontario w Kanadzie
- 13 października 1978 – koncert w „The Olympia” w Detroit w stanie Michigan
- 14 października 1978 – koncert w „Hulman Civic University Center” w Terre Haute w stanie Indiana
- 15 października 1978 – koncert w „Riverfront Coliseum” w Cincinnati w stanie Ohio
- 17 października 1978 – koncert na „Chicago Stadium” w Chicago w stanie Illinois
- 18 października 1978 – koncert na „Chicago Stadium” w Chicago w stanie Illinois
- 20 października 1978 – koncert w „Richfield Coliseum” w Richfield w stanie Ohio
- 21 października 1978 – koncert w „Centenial Arena” na University Toledo w Toledo w stanie Ohio
- 22 października 1978 – koncert na „University of Dayton” w stanie Ohio
- 25 października 1978 – koncert w „Market Square Arena” w Indianapolis w stanie Indiana
- 27 października 1978 – koncert na „Wings Stadium” w Kalamazoo w stanie Michigan
- 28 października 1978 – koncert w „S.I.U. Arena” na Southestern Illinois University w Carbondale
- 29 października 1978 – koncert na „The Checker Stadion/The Checkerdome” w Saint Louis w stanie Missouri
- 31 października 1978 – koncert w „Civic Center” w Saint Paul w stanie Minnesota
- 1 listopada 1978 – koncert w „Dane County Memorial Coliseum” w Madison w stanie Wisconsin
- 3 listopada 1978 – koncert na „Kemper Arena” w Kansas City w stanie Missouri
- 4 listopada 1978 – koncert w „Civic Auditorium” w Omaha w stanie Nebraska
- 9 listopada 1978 – koncert w „Memorial Coliseum” w Portlandzie w stanie Oregon
- 10 listopada 1978 – koncert w „Hec Edmondson Pavilion” w Seattle w stanie Waszyngton
- 11 listopada 1978 – koncert w „Pacific National Exhibition Hall” w } w prow. Kolumbia Brytyjska w Kanadzie
- 13 listopada 1978 – koncert w „Alameda County Coliseum” w Oakland w Kalifornii
- 14 listopada 1978 – koncert w „Alameda County Coliseum” w Oakland w Kalifornii
- 15 listopada 1978 – koncert w „Alameda County Coliseum” w Oakland w Kalifornii
- 17 listopada 1978 – koncert na „Sports Arena” w San Diego w Kalifornii
- 18 listopada 1978 – koncert w „A.S.U. Activities Center” w Tempe w stanie Arizona
- 19 listopada 1978 – koncert w „McKale Memorial Center” na University of Arizona w Tucson w Arizonie
- 21 listopada 1978 – koncert na „Special Events Arena” w El Paso w Teksasie
- 23 listopada 1978 – koncert w „Lloyd Noble Center” w Norman w stanie Oklahoma
- 24 listopada 1978 – koncert w „Tarrant County Convention Center Arena” w Fort Worth w Teksasie
- 25 listopada 1978 – koncert w „Special Event Center” na University of Texas w Austin w Teksasie
- 26 listopada 1978 – koncert w „The Summit” w Houston w Teksasie
- 28 listopada 1978 – koncert w „The Coliseum” w Jackson w stanie Missisipi
- 29 listopada 1978 – koncert w „L.S.U. Assembly Center” w Baton Rouge w stanie Luizjana
- 1 grudnia 1978 – koncert w „Mid-South Coliseum” w Memphis w stanie Tennessee
- 2 grudnia 1978 – koncert w „Municipal Auditorium” w Nashville w Tennessee
- 3 grudnia 1978 – koncert w „Jefferson Civic Center” w Birmingham w stanie Alabama
- 5 grudnia 1978 – koncert w „"Municipal Auditorium” w Mobile w stanie Alabama
- 7 grudnia 1978 – koncert w „Greensboro Coliseum” w Greensboro w stanie Karolina Północna
- 8 grudnia 1978 – koncert w „Civic Center Arena” w Savannah w stanie Georgia
- 9 grudnia 1978 – koncert w „Carolina Coliseum” w Columbii w stanie Karolina Południowa
- 10 grudnia 1978 – koncert w „Charlotte Coliseum” w Charlotte w stanie Karolina Północna
- 12 grudnia 1978 – koncert w „The Omni” w Atlancie w stanie Georgia
- 13 grudnia 1978 – koncert w „The Coliseum” w Jacksonville na Florydzie
- 15 grudnia 1978 – koncert w „Civic Center” w Lakeland na Florydzie
- 16 grudnia 1978 – koncert w „Hollywood Sportatorium” w Hollywood na Florydzie

### 1981
Letnie amerykańskie tournée 1981 (pocz. 10 czerwca 1981)
- 11 czerwca 1981 – koncert w „Pine Knob Music Theatre” w Clarkston w stanie Michigan, USA

Letnie europejskie tournée (pocz. 21 czerwca 1981)
- 21 czerwca 1981 – koncert na „Stade Municipal des Minimes” w Tuluzie, Francja
- 23 czerwca 1981 – koncert na „Stade de Colombes” w Colombes, Francja
- 26 czerwca 1981 – koncert w „Earl’s Court” w Londynie, Wielka Brytania
- 29 czerwca 1981 – koncert w „Earl’s Court” w Londynie, Wielka Brytania
- 1 lipca 1981 – koncert w „Earl’s Court” w Londynie, Wielka Brytania
- 4 lipca 1981 – koncert w „International Arena”, National Exhibition Center w Birmingham
- 5 lipca 1981 – koncert w „International Arena”, National Exhibition Center w Birmingham,
- 9 lipca 1981 – koncert w „Drammenshallen” w Drammen w Norwegii
- 19 lipca 1981 – koncert w „Olympiahalle” w Monachium w Niemczech

Jesienne amerykańskie i kanadyjskie tournée (pocz. 16 października 1981)
- 16 października 1981 – koncert w „Mecca Auditorium” na University of Wisconsin w Milwaukee, stan Wisconsin, USA
- 17 października 1981 – koncert w „Mecca Auditorium” na University of Wisconsin w Milwaukee, Wisconsin, USA
- 19 października 1981 – koncert w „Holiday Star Music Theater” w Merrillville, Indiana, USA
- 21 października 1981 – koncert w „The Orpheum Theatre” w Bostonie, Massachusetts, USA
- 23 października 1981 – koncert w „The Spectrum” w Filadelfii, Pensylwania, USA
- 25 października 1981 – koncert w „Stabler Arena” na Lehigh University w Bethlehem, Pensylwania, USA
- 27 października 1981 – koncert „Meadowlands Brendan T. Byrne Sports Arena” w East Rutherford, New Jersey, USA
- 29 października 1981 – koncert w „Maple Leaf Gardens” w Toronto, Ontario, Kanada
- 30 października 1981 – koncert w „Forum de Montréal” w Montrealu, Quebec, Kanada
- 31 października 1981 – koncert w „Kitchener Arena” w Kitchener, Ontario, Kanada
- 2 listopada 1981 – koncert w „Civic Center” w Ottawie, Ontario, Kanada
- 4 listopada 1981 – koncert w „Cincinnati Music Hall” w Cincinnati, Ohio, USA
- 5 listopada 1981 – koncert w „Cincinnati Music Hall” w Cincinnati, Ohio, USA
- 7 listopada 1981 – koncert w „Hill Auditorium” na University of Michigan w Ann Arbor, Michigan, USA
- 8 listopada 1981 – koncert w „Hill Auditorium” na University of Michigan w Ann Arbor, Michigan, USA
- 10 listopada 1981 – koncert w „Saenger Performing Arts Center” w Nowym Orleanie, Luizjana, USA
- 11 listopada 1981 – koncert w „Saenger Performing Arts Center” w Nowym Orleanie, Luizjana, USA
- 12 listopada 1981 – koncert w „The Summit” w Houston, Teksas, USA
- 14 listopada 1981 – koncert w „Municipal Auditorium” w Nashville, Tennessee, USA
- 15 listopada 1981 – koncert w „The Fox Theater” w Atlancie, Georgia, USA
- 16 listopada 1981 – koncert w „The Fox Theater” w Atlancie, Georgia, USA
- 19 listopada 1981 – koncert w „Sunrise Musical Theater” w Miami, Floryda, USA
- 20 listopada 1981 – koncert w „Sunrise Musical Theater” w Miami, Floryda, USA
- 21 listopada 1981 – koncert w „Civic Center Theatre” w Lakeland, Floryda, USA

### 1984
Europejskie tournée 1984 (pocz. 28 maja 1984). Piosenka była wykonywana na każdym koncercie tego tournée.
- 28 maja 1984 – koncert na „Arena di Verona” w Weronie we Włoszech
- 29 maja 1984 – koncert na „Arena di Verona” w Weronie we Włoszech
- 31 maja 1984 – koncert na „St. Pauli Stadion” w Hamburgu w Niemczech
- 2 czerwca 1984 – koncert na „St. Jacob Stadion” w Bazylei w Szwajcarii
- 3 czerwca 1984 – koncert na „Stadionie Olimpijskim” w Monachium w Niemczech
- 4 czerwca 1984 – koncert w „Sportpaleis Ahoy” w Rotterdamie w Holandii
- 6 czerwca 1984 – koncert w „Sportpaleis Ahoy” w Rotterdamie w Holandii
- 7 czerwca 1984 – koncert na „Stade de Schaerbeek” w Brukseli w Belgii
- 9 czerwca 1984 – koncert na „Ullevi Stadion” w Göteborgu w Szwecji
- 10 czerwca 1984 – koncert w „Idraetsparken” w Kopenhadze w Danii
- 11 czerwca 1984 – koncert na „Stadion Bieberer Berg” w Offenbach am Main w Niemczech
- 13 czerwca 1984 – koncert w „Waldbühne” w Berlinie
- 14 czerwca 1984 – koncert w „Wiener Stadthalle-Kiba” w Wiedniu w Austrii
- 16 czerwca 1984 – koncert na „Mungersdorfer Stadion” w Kolonii w Niemczech
- 17 czerwca 1984 – koncert na „Stade de L'Ouest” w Nicei we Francji
- 19 czerwca 1984 – koncert w „Roma Palaeur” w Rzymie we Włoszech
- 20 czerwca 1984 – koncert w „Roma Palaeur” w Rzymie we Włoszech
- 21 czerwca 1984 – koncert w „Roma Palaeur” w Rzymie we Włoszech
- 24 czerwca 1984 – koncert na „Stadion San Siro” w Mediolanie we Włoszech
- 26 czerwca 1984 – koncert na „Estado del Rayo Vallencano” w Madrycie w Hiszpanii
- 28 czerwca 1984 – koncert na „Minestadio del F.C. Barcelona” w Barcelonie w Hiszpanii
- 30 czerwca 1984 – koncert na „Stade Marcel Saupin” w Nantes we Francji
- 1 lipca 1984 – koncert w „Parc de Sceaux” w Paryżu we Francji
- 3 lipca 1984 – koncert w „Grenoble Alpexpo” w Grenoble we Francji
- 5 lipca 1984 – koncert w „St James’ Park” w Newcastle w Wielkiej Brytanii
- 7 lipca 1984 – koncert na „Wembley Stadium” w Londynie w Anglii
- 8 lipca 1984 – koncert w „Slane Castle” w Slane w Irlandii

### 1986
Tournée Prawdziwe wyznania (pocz. 5 lutego 1986;
1. Antypody: Nowa Zelandia, Australia, Japonia (pocz. 5 lutego 1986)
- 5 lutego 1986 – koncert w „Athletic Park” w Wellington w Nowej Zelandii
- 11 lutego 1986 – koncert w „Entertainment Center” w Sydney w Nowej Południowej Walii w Australii
- 12 lutego 1986 – koncert w „Entertainment Center” w Sydney w Nowej Południowej Walii w Australii
- 13 lutego 1986 – koncert w „Entertainment Center” w Sydney w Nowej Południowej Walii w Australii
- 15 lutego 1986 – koncert w „Memorial Drive” w Adelaide w Australii Południowej w Australii
- 20 lutego 1986 – koncert na „Kooyon Stadium” w Melbourne w Wiktorii w Australii
- 21 lutego 1986 – koncert na „Kooyon Stadium” w Melbourne w Wiktorii w Australii
- 22 lutego 1986 – koncert na „Kooyon Stadium” w Melbourne w Wiktorii w Australii
- 24 lutego 1986 – koncert w „Entertainment Center” w Sydney w Nowej Południowej Walii w Australii
- 25 lutego 1986 – koncert w „Entertainment Center” w Sydney w Nowej Południowej Walii w Australii
- 1 marca 1986 – koncert w „Lang Park” w Brisbane w Queensland w Australii
- 5 marca 1986 – koncert w „Nippon Budokan Hall” w Tokio w Japonii
- 6 marca 1986 – koncert w „Castle Hall” w Osace w Japonii
- 8 marca 1986 – koncert w „Gymnasium” w Nagoi w Japonii
- 10 marca 1986 – koncert w „Nippon Budokan Hall” w Tokio w Japonii

2. Letnie tournée po USA (pocz. 9 czerwca 1986)
- 9 czerwca 1986 – koncert w „Sand Diego Sports Arena” w San Diego w Kalifornii, USA
- 11 czerwca 1986 – koncert w „Lawlor Events Center” w Reno w stanie Nevada, USA
- 12 czerwca 1986 – koncert w „Calexpo Amphitheatre” w Sacramento w Kalifornii, USA
- 13 czerwca 1986 – koncert w „Greek Theatre” na University of California w Berkeley w Kalifornii, USA
- 14 czerwca 1986 – koncert w „Greek Theatre” na University of California w Berkeley w Kalifornii, USA
- 16 czerwca 1986 – koncert w „Pacific Amphitheater” w Costa Mesa w Kalifornii, USA
- 17 czerwca 1986 – koncert w „Pacific Amphitheater” w Costa Mesa w Kalifornii, USA
- 18 czerwca 1986 – koncert w „Veterans Memorial Coliseum” w Phoenix w stanie Arizona w USA
- 21 czerwca 1986 – koncert w „Irwin Center” w Austin w Teksasie, USA
- 24 czerwca 1986 – koncert w „Market Square Arena” w Indianapolis w stanie Indiana w USA
- 26 czerwca 1986 – koncert w „Hubert H. Humphrey Metrodome” w Minneapolis w stanie Minnesota w USA
- 27 czerwca 1986 – koncert w „Alpine Valley Amphitheater” w East Troy w stanie Wisconsin w USA
- 29 czerwca 1986 – koncert w „Poplar Creek Music Theater” w Hoffman Estates, Chicago, w stanie Illinois w USA
- 30 czerwca 1986 – koncert w „Pine Knob Music Theatre” w Clarkston w stanie Michigan w USA
- 1 lipca 1986 – koncert w „Pine Knob Music Theatre” w Clarkston w stanie Michigan w USA
- 2 lipca 1986 – koncert w „Rubber Bowl” w Akron w stanie Ohio w USA
- 4 lipca 1986 – koncert na „Rich Stadium” w Buffalo w stanie Nowy Jork w USA
- 6 lipca 1986 – koncert na „RFK Stadium” w Waszyngtonie w Dystrykcie Columbii w USA
- 7 lipca 1986 – koncert na „RFK Stadium”  w Waszyngtonie w Dystrykcie Columbii w USA
- 8 lipca 1986 – koncert w „Great Woods Performing Arts Center” w Mansfield w stanie Massachusetts w USA
- 9 lipca 1986 – koncert w „Great Woods Performing Arts Center” w Mansfield w stanie Massachusetts w USA
- 11 lipca 1986 – koncert w „Great Woods Performing Arts Center” w Mansfield w stanie Massachusetts w USA
- 13 lipca 1986 – koncert w „Saratoga Performing Arts Center” w Saratoga Springs w stanie Nowy Jork
- 15 lipca 1986 – koncert w „Madison Suqare Garden” w Nowym Jorku w stanie Nowy Jork, USA
- 16 lipca 1986 – koncert w „Madison Suqare Garden” w Nowym Jorku w stanie Nowy Jork, USA
- 19 lipca 1986 – koncert w „The Spectrum” w Filadelfii w stanie Pensylwania w USA
- 20 lipca 1986 – koncert w „The Spectrum” w Filadelfii w stanie Pensylwania w USA
- 21 lipca 1986 – koncert w „Meadowslands Brendan T. Byrne Sports Arena” w East Rutherford w stanie New Jersey w USA
- 22 lipca 1986 – koncert w „Great Woods Performing Arts Center” w Mansfield w stanie Massachusetts w USA
- 24 lipca 1986 – koncert w „Sandstone Amphitheater” w Bonner Springs w stanie Kansas w USA
- 26 lipca 1986 – koncert w „Red Rocks Amphitheatre” w Morrison w stanie Kolorado w USA
- 27 lipca 1986 – koncert w „Red Rocks Amphitheatre” w Morrison w stanie Kolorado w USA
- 29 lipca 1986 – koncert na „Civic Stadium” w Portlandzie w stanie Oregon w USA
- 31 lipca 1986 – koncert w „Tacoma Dome” w Tacoma w stanie Waszyngton w USA
- 1 sierpnia 1986 – koncert w „The B.C. Place” w prow. Kolumbia Brytyjska w Kanadzie
- 3 sierpnia 1986 – koncert w „The Forum” w Inglewood w Kalifornii, USA
- 5 sierpnia 1986 – koncert w „Shoreline Amphitheatre” w Mountain View w Kalifornii, USA
- 6 sierpnia 1986 – koncert w „Mid-State Fairground” w Paso Robles w Kalifornii, USA

### 1987
Tournée Świątynie w płomieniach (pocz. 5 września 1987)
- 10 września 1987 – koncert w „St. Jakobshalle” w Bazylei, Szwajcaria
- 13 września 1987 – koncert w „Palasport” w Turynie, Włochy.
- 16 września 1987 – koncert w „Frankenhalle” w Norymberdze w Niemczech

### 1988
Nigdy nie kończące się tournée (pocz. 7 czerwca 1988). Wszystkie koncerty Dylana od tego momentu są częścią „Nigdy niekończącego się tournée”.
 ; Interstate 88 I
Część pierwsza: Letnie tournée po Kanadzie i USA
- 7 czerwca 1988 – koncert w „Concord Pavilion”, Concord, Kalifornia
- 10 czerwca 1988 – koncert w „Greek Theatre', Uniwersytet Kalifornijski, Berkeley, Kalifornia
- 17 czerwca 1988 – koncert w „The Muny”, Forest Park, Saint Louis, Missouri
- 24 czerwca 1988 – koncert w „Garden State Performing Arts Center”, Holmdel, New Jersey
- 30 czerwca 1988 – koncert w „Jones Beach Theater”, Jones Beach State Park w Wantagh w stanie Nowy Jork w USA
- 3 lipca 1988 – koncert w „Old Orchard Beach Ballpark” w Portland w stanie Maine w USA
- 9 lipca 1988 – koncert w „Ottawa Civic Center Arena” w Ottawie w prow. Ottawa w Kanadzie
- 15 lipca 1988 – koncert w „Indiana State Fairground Grandstand”, Indianapolis, Indiana
- 18 lipca 1988 – koncert w „Meadowbrook Music Theatre”, Oakland University, Rochester Hills, Michigan
- 20 lipca 1988 – koncert w „Marjorie Merriweather Post Pavilion” w Columbia w stanie Maryland w USA
- 22 lipca 1988 – koncert w „Starwood Amphitheatre” w Nashville w stanie Tennessee w USA
- 25 lipca 1988 – koncert w „Troy G. Chastain Memorial Park Amphitheatre” w Atlancie w stanie Georgia w USA
- 26 lipca 1988 – koncert w „Mud Island Amphitheatre” w Memphis w Tennessee
- 28 lipca 1988 – koncert w „Starplex Amphitheatre” w Dallas w Teksasie w USA
- 31 lipca 1988 – koncert w „Pacific Amphitheatre” w Costa Mesa w Kalifornii
- 4 sierpnia 1988 – koncert w „Greek Theatre” w Hollywood w Los Angeles w Kalifornii
- 6 sierpnia 1988 – koncert w „Sammis Pavilion” w Batiquitos Lagoon w Carlsbadzie w Kalifornii

 ; Interstate 88 II
Część druga: Letnie tournée po Północnej Ameryce (pocz. 18 sierpnia 1988)
- 18 sierpnia 1988 – koncert w „Portland Civic Auditorium”, Portland, Oregon
- 20 sierpnia 1988 – koncert w „Champs de Brionne Music Theater”, George, stan Waszyngton
- 21 sierpnia 1988 – koncert w „Pacific Coliseum”, Vancouver, Kolumbia Brytyjska, Kanada
- 29 sierpnia 1988 – koncert w „Exibition Stadium Grandstand”, Canadian National Exhibition, Toronto, Ontario, Kanada
- 2 września 1988 – koncert w „Orange County Fair”, Wesleylian University, Middletown, st. Nowy Jork, USA
- 4 września 1988 – koncert w „Lake Compounce Festival Park” w Bristolu w stanie Connecticut w USA
- 8 września 1988 – koncert w „Broome County Veterans Memorial Arena”, Binghamton, Nowy Jork, USA
- 10 września 1988 – koncert w „Waterloo Village”, Stanhope, New Jersey, USA
- 11 września 1988 – koncert w „Patriot Center”, George Mason University, Fairfax, Wirginia, USA
- 15 września 1988 – koncert w „Dean E. Smith Students Activities Center”, University of North Carolina, Chapel Hill, Karolina Północna, USA
- 23 września 1988 – koncert w „Miami Arena”, Miami, Floryda, USA

 ; Interstate 88 III
Część trzecia: Jesienne tournée po Wschodnim Wybrzeżu (pocz. 13 października 1988)
- 13 października 1988 – koncert w „The Tower Theatre”, Upper Darby, Pensylwania, USA
- 18 października 1988 – koncert w „Radio City Music Hall”, Nowy Jork, Nowy Jork, USA

### 1989
Część czwarta: Letnie europejskie tournée 1989 (pocz. 27 maja 1989)
- 4 czerwca 1989 – koncert w „Simmonscourt, R.D.S.”, Dublin, Irlandia
- 10 czerwca 1989 – koncert w „Statenhal”, Haga, Holandia
- 19 czerwca 1989 – koncert w „Palatrussadi di Milano”, Mediolan, Włochy
- 22 czerwca 1989 – koncert w „Stadio di Ardenza”, Livorno, Włochy
- 26 czerwca 1989 – koncert w „Patras Festival”, Ethniko Stadio, Patras, Grecja

Część piąta: Letnie tournée po Ameryce Północnej (pocz. 1 lipca 1989)
- 3 lipca 1989 – koncert w „Marcus Amphitheater”  w Milwaukee w stanie Milwaukee, USA
- 8 lipca 1989 – koncert w „Deer Creek Music Center”, Noblesville, Indiana
- 15 lipca 1989 – koncert w „Seashore Woods Performing Arts Center”, Old Orchard Beach, Portland, Maine
- 19 lipca 1989 – koncert w „Marjorie Merriweather Post Pavilion” w Columbia w stanie Maryland w USA
- 25 lipca 1989 – koncert w „Fingerlakes Performinga Arts Center”, Canandaigua, Nowy Jork
- 26 lipca 1989 – koncert w „Saratoga Performance Arts Center” w Saratoga Springs w stanie Nowy Jork, USA
- 28 lipca 1989 – koncert w „Civic Arena” w Pittsburgu w stanie Pensylwania, USA
- 29 lipca 1989 – koncert w „Kingswood Music Theatre”, Maple, Ontario, Kanada
- 30 lipca 1989 – koncert w „Ottawa Civic Centre Arena”, Ottawa, Ontario, Kanada
- 5 sierpnia 1989 – koncert w „Welsh Auditorium”, Grand Rapids, Michigan, USA
- 9 sierpnia 1989 – koncert w „The Muny”, Forest Park, St. Louis, Missouri, USA
- 13 sierpnia 1989 – koncert w „The Paladium”, Carowinds Amusement Park, Charlotte, Karolina Północna, USA
- 15 sierpnia 1989 – koncert w „Troy G. Chastain Memorial Park Amphitheatre”, Atlanta, Georgia, USA
- 22 sierpnia 1989 – koncert w „Sandstone Amphitheatre”, Bonner Springs, Kansas, USA
- 26 sierpnia 1989 – koncert w „The Summit”, Houston, Teksas, USA
- 31 sierpnia 1989 – koncert w „Fiddler’s Green”, Englewood, Kolorado, USA

Część szósta: Jesienne tournée po USA (pocz. 10 października 1989)
- 11 października 1989 – koncert w „The Beacon Theatre”, Nowy Jork, Nowy Jork, USA
- 16 października 1989 – koncert w „The Tower Theatre”, Upper Darby, Pensylwania, USA
- 17 października 1989 – koncert w „Constitution Hall”, Waszyngton, Dystrykt Kolumbia, USA
- 25 października 1989 – koncert w „The Opera House”, Boston, Massachusetts, USA
- 27 października 1989 – koncert w „Houston Fieldhouse”, Renselleaer Polytechnic Institute, Troy, Nowy Jork, USA
- 31 października 1989 – koncert w „Arie Crown Theater”, Chicago, Illinois, USA
- 4 listopada 1989 – koncert na „University of Pennsylvania” w Indianie w stanie Pensylwania
- 6 listopada 1989 – koncert w „Cassell Coliseum” na Virginia Polytechnic Institue w Blacksburgu w stanie Wirginia
- 7 listopada 1989 – koncert w „Chrysler Hall”, Norfolk, Wirginia, USA
- 8 listopada 1989 – koncert w „Duke University”, Durham, Karolina Północna, USA
- 12 listopada 1989 – koncert w „Sunrise Musical Theater”, Miami, Floryda, USA
- 13 listopada 1989 – koncert w „Sunrise Musical Theater”, Miami, Floryda, USA
- 14 listopada 1989 – koncert w „Festival Hall”, Tampa Bay Performing Arts Center, Tampa, Floryda, USA

### 1990
Część 7 „Nigdy nie kończącego się tournée”: Fastbreak Tour (pocz. 12 stycznia 1990
- 30 stycznia 1990 – koncert w „Theatre de Grand Rex” w Paryżu, Francja
- 6 lutego 1990 – koncert w „Hammersmith Odeon” w Londynie, Wielka Brytania

Część 8: Wiosenne tournée po Północnej Ameryce (pocz. 29 maja 1990)
- 30 maja 1990 – koncert w „Community Memorial Area” w Kingston Memorial Centre w Kingston, Ontario, Kanada
- 1 czerwca 1990 – koncert w „Ottawa National Arts Center Opera” w Ottawie, Ontario, Kanada
- 2 czerwca 1990 – koncert w „Ottawa National Arts Center Opera” w Ottawie, prow. Ontario, Kanada
- 4 czerwca 1990 – koncert w „Alumni Hall” na University of Western Ontario w London, Ontario, Kanada
- 5 czerwca 1990 – koncert w „O’Keefe Centre for Performing Arts” w Toronto, prow. Ontario, Kanada
- 6 czerwca 1990 – koncert w „O’Keefe Centre for Performing Arts” w Toronto, Ontario, Kanada
- 7 czerwca 1990 – koncert w „O’Keefe Centre for Performing Arts” w Toronto, prow. Ontario, Kanada
- 9 czerwca 1990 – koncert w „Alpine Valley Music Theatre” w East Troy w stanie Wisconsin, USA
- 10 czerwca 1990 – koncert w „Adler Theater” w Davenport, Iowa, USA
- 12 czerwca 1990 – koncert w „Civic Center” w La Crosee w stanie Wisconsin, USA
- 13 czerwca 1990 – koncert w „Municipal Auditorium” w Sioux Falls, Dakota Południowa, USA
- 14 czerwca 1990 – koncert w „Civic Center” w Fargo, Dakota Północna, USA
- 15 czerwca 1990 – koncert w „Civic Center” w Bismarck, Dakota Południowa, USA
- 17 czerwca 1990 – koncert w „Centennial Centre Concert Hall” w Winnipeg w prow. Manitoba, Kanada
- 18 czerwca 1990 – koncert w „Centennial Centre Concert Hall” w Winnipeg w prow. Manitoba w Kanadzie

Część 9: Europejskie tournée Letni Festiwal (pocz. 27 czerwca 1990)
- 27 czerwca 1990 – koncert w „Laugardalsholl” w Reykjavíku, Islandia
- 29 czerwca 1990 – koncert w „Dyrskuepladsen” w Roskilde, Dania. W ramach „Roskilde Festival”
- 30 czerwca 1990 – koncert w „Kalvoya-Festivalen” w Kalvoya, Sandvika w Norwegii
- 1 lipca 1990 – koncert w „Ruissalon Kansanpuisto” w Turku, Finlandia. W ramach „Ruisrock”
- 3 lipca 1990 – koncert w „Stadtpark” w Hamburgu w Niemczech
- 5 lipca 1990 – koncert w „Internationales Congress Centrum” w Berlinie, Niemcy
- 7 lipca 1990 – koncert na „Torhout-Werchter Rock Festival” w Torhout, Belgia
- 8 lipca 1990 – koncert na „Torhout-Werchter Rock Festival” w Torhout, Belgia
- 9 lipca 1990 – koncert w „Casino de Montreux” w Montreux, Szwajcaria. W ramach „Montreux Jazz Festival”

Część 10: Późnoletnie tournée po Północnej Ameryce (pocz. 12 sierpnia 1990)
- 12 sierpnia 1990 – koncert w „Jubilee Auditorium” w Edmonton, Alberta, Kanada
- 13 sierpnia 1990 – koncert w „Jubilee Auditorium” w Edmonton w prow. Alberta w Kanadzie
- 15 sierpnia 1990 – koncert w „Centennial Hall” w Calgary, prow. Alberta, Kanada
- 16 sierpnia 1990 – koncert w „Centennial Hall” w Calgary, Alberta, Kanada
- 18 sierpnia 1990 – koncert w „Champs de Brionne Music Theater” w George, Washington, USA
- 19 sierpnia 1990 – koncert w „Memorial Arena” w Victorii, Kolumbia Brytyjska, Kanada
- 20 sierpnia 1990 – koncert w „Pacific Coliseum” w Vancouver, Columbia Brytyjska, Kanada
- 21 sierpnia 1990 – koncert w „Arlene Schnitzer Concert Hall” w Portland, Oregon, USA
- 24 sierpnia 1990 – koncert w „Colorado State Fair Grandstand” w Pueblo w stanie Kolorado, USA
- 26 sierpnia 1990 – koncert w „State Fair Grandstand” w Des Moines w stanie Iowa, USA
- 27 sierpnia 1990 – koncert w „Holiday Star Music Theater” w Merrillville w stanie Indiana, USA
- 29 sierpnia 1990 – koncert w „Minnesota State Fair” w Falcon Heights, Minnesota, USA
- 31 sierpnia 1990 – koncert w „Bob Devaney Sport Center” (w State Fair Park) w Lincoln, Nebrasca, USA
- 1 września 1990 – koncert w „Swiss Villa Amphitheater” w Lampe w stanie Missouri, USA
- 2 września 1990 – koncert w „Riverfront Amphitheater” w Hannibal w stanie Missouri, USA
- 4 września 1990 – koncert w „Riverpark Amphitheater” w Tulsa, Oklahoma, USA
- 5 września 1990 – koncert w „Civic Center” w Oklahoma City, Oklahoma, USA
- 6 września 1990 – koncert w „Fair Park Music Hall” w Dallas, Teksas, USA
- 8 września 1990 – koncert w „Sunken Garden Theater” w San Antonio, Teksas, USA
- 9 września 1990 – koncert w „Palmer Auditorium” w Austin w Teksasie, USA
- 11 września 1990 – koncert w „Paola Solerli Amphitheater” w Santa Fe, Nowy Meksyk, USA
- 12 września 1990 – koncert w „Mesa Amphitheater” w Mesa, Arizona, USA

Część 11: Jesienne tournée po USA (pocz. 11 października 1990)
- 11 października 1990 Koncert w Rose & Gilbert Tilles Performing Arts Center na C.W. Post College, Long Island University w Brookville, Nowy Jork, USA
- 13 października 1990 – koncert w „Eisnehower Hall Theater” w West Point, Nowy Jork, USA
- 15 października 1990 – koncert w „The Beacon Theatre” w Nowym Jorku, Nowy Jork, USA
- 18 października 1990 – koncert w „The Beacon Theatre” w Nowum Jorku w stanie Nowy Jork, USA
- 19 października 1990 – koncert w „The Beacon Theatre” w Nowym Jorku, Nowy Jork, USA
- 21 października 1990 – koncert w „Richmond Mosque” w Richmond w stanie Wirginia, USA
- 22 października 1990 – koncert w „Syria Mosque” w Pittsburghu, Pensylwania, USA
- 25 października 1990 – koncert w „Ted Smith Coliseum” na University of Mississippi w Oxford w stanie Missisipi
- 27 października 1990 – koncert w „Memorial Hall” na Vanderbilt University w Nashville w stanie Tennessee, USA
- 31 października 1990 – koncert w „Ovens Auditorium” w Charlotte w Karolinie Północnej, USA
- 3 listopada 1990 – koncert w „S.U. Arena” w Carbondale, Illinois, USA
- 10 listopada 1990 – koncert w „Riverside Theater” w Milwaukee w stanie Wisconsin, USA
- 12 listopada 1990 – koncert w „Wharton Center” na University of Michigan w East Lansing, Michigan, USA

### 1991
Część 12: Drugie Fastbreak Tour (pocz. 29 stycznia 1991)
- 2 lutego 1991 – koncert w „Hall 3” w Scottish Exibition and Conference Center w Glasgow, Wielka Brytania
- 5 lutego 1991 – koncert w „The Point Depot” w Dublinie, Irlandia
- 8 lutego 1991 – koncert w „Hammersmith Odeon” w Londynie, Wielka Brytania
- 9 lutego 1991 – koncert w „Hammersmith Odeon” w Londynie, Wielka Brytania
- 13 lutego 1991 – koncert w „Hammersmith Odeon” w Londynie, Wielka Brytania
- 15 lutego 1991 – koncert w „Hammersmith Odeon” w Londynie, Wielka Brytania
- 16 lutego 1991 – koncert w „Hammersmith Odeon” w Londynie, Wielka Brytania
- 17 lutego 1991 – koncert w „Hammersmith Odeon” w Londynie, Wielka Brytania
- 20 lutego 1991  „Radio City Music Hall”, Nowy Jork, USA. Ceremonia wręczenia nagród Grammy

### 1992
Piosenka nie została ani raz wykonana

### 1993
Piosenka nie została ani raz wykonana

### 1994
Część 28: Dalekowschodnie tournée (pocz. 5 lutego 1994)
- 16 lutego 1994 – koncert w „Hiroshima Koseinenkin Kaikan”, Hiroszima, Japonia

Część 29: Wiosenne tournée po USA (pocz. 5 kwietnia 1994)
- 15 kwietnia 1994 – koncert w „Brown County Arena”, Green Bay, Wisconsin, USA
- 16 kwietnia 1994 – koncert w „Athletic Recreation Center”, Valparaíso University, Valparaíso, Indiana, USA
- 17 kwietnia 1994 – koncert w „Riviera Theatre”, Chicago, Illinois, USA
- 20 kwietnia 1994 – koncert w „Assembly Hall”, University of Illinois, Champaign, Illinois, USA
- 23 kwietnia 1994 – koncert w „Riverside Theater”, Milwaukee, Wisconsin, USA
- 24 kwietnia 1994 – koncert w „Mayo Civic Center”, Rochester, Minnesota, USA
- 26 kwietnia 1994 – koncert w „Municipal Auditorium”, Sioux City, Iowa, USA
- 27 kwietnia 1994 – koncert na „University of Nebraska”, Lincoln, Nebraska, USA
- 28 kwietnia 1994 – koncert w „Topeka Performing Arts Center”, Topeka, Kansas, USA
- 30 kwietnia 1994 – koncert w „Hammond Hall”, South West Missouri State University, Springfield, Missouri, USA
- 1 maja 1994 – koncert w „Jesse Auditorium”, Columbia, Missouri, USA
- 3 maja 1994 – koncert na „Roberts Stadium”, Evansville, Indiana, USA
- 5 maja 1994 – koncert w „Viking Hall”, Bristol University, Bristol, Tennessee, USA
- 6 maja 1994 – koncert w „Memorial Auditorium”, Spartenburg, Karolina Południowa, USA
- 7 maja 1994 – koncert w „Memorial Coliseum”, Chattanooga, Tennessee, USA
- 8 maja 1994 – koncert na „The River Stage”, Tom Lee Park, Memphis, Tennessee, USA

Część 30: Letnie europejskie tournée (pocz. 3 lipca 1994)
- 3 lipca 1994 – koncert na „La Fete de la Fraternite”, Parc Departamental du Bourget, Paryż, Francja; koncert wcześniejszy i późniejszy
- 5 lipca 1994 – koncert w „Theatre Antique de Fourviere”, Lyon, Francja
- 7 lipca 1994 – koncert na „Stadio Communale”, San Remo, Włochy
- 8 lipca 1994 – koncert w „Sonoria '94”, Mediolan, Włochy
- 9 lipca 1994 – koncert w „Messegelande”, Balingen, Niemcy
- 10 lipca 1994 – koncert w „Tanzbrunnen”, Rheinpark, Köln, Niemcy
- 12 lipca 1994 – koncert na „Montreux Jazz Festival”, Stravinsky Hall, Montreux, Szwajcaria
- 14 lipca 1994 – koncert w „Schwarzl Freizeitzentrum”, Graz, Austria
- 15 lipca 1994 – koncert na „Vienna Jazz Festival”, Hohe Warte, Wiedeń, Austria
- 16 lipca 1994 – koncert w „Sportovni Hala”, Praga, Czechy
- 17 lipca 1994 – koncert na „Stadionie Piłkarskim Cracovii”, Kraków, Polska
- 19 lipca 1994 – koncert w „Sali Kongresowej”, Warszawa, Polska
- 21 lipca 1994 – koncert w „Grossegasten”, Freileichtbuhne am Elbufer, Drezno, Niemcy
- 23 lipca 1994 – koncert w „Freileichtbuhne Peissnitz”, Halle, Niemcy
- 24 lipca 1994 – koncert w „Schloss Friedenstein”, Gotha, Niemcy
- 25 lipca 1994 – koncert w „Ostseehalle”, Kiel, Niemcy

Część 31: Letnie tournée po USA (pocz. 10 sierpnia 1994)
- 10 sierpnia 1994 – koncert w „State Theater”, Portland, Maine, USA
- 11 sierpnia 1994 – koncert w „Big Birch Concert Pavilion”, Birch Mountain Resort, Patterson, Nowy Jork, USA
- 12 sierpnia 1994 – koncert w „Stratton Mountain Ski Resort”, Stratton, Vermont, USA
- 14 sierpnia 1994 – FESTIWAL W WOODSTOCK 1994. BOB DYLAN koncert na Woodstock ’94, Saugerties, Nowy Jork, USA
- 16 sierpnia 1994 – koncert w „Art Park”, Lewiston, Nowy Jork, USA
- 17 sierpnia 1994 – koncert na „Hershey Park Stadium”, Hershey, Pensylwania, USA
- 19 sierpnia 1994 – koncert w „IC Tent”, Stadion Square, Pittsburgh, Pensylwania, USA
- 20 sierpnia 1994 – koncert na „Nautica Stage”, Cleveland, Ohio, USA
- 21 sierpnia 1994 – koncert na „Ohio State Fair”, Celeste Center, State Fair Grounds, Columbus, Ohio, USA
- 23 sierpnia 1994 – koncert w „Palace Theatre” w Louisville w stanie Kentucky
- 24 sierpnia 1994 – koncert w „Morris Civic Auditorium”, South Bend, Indiana, USA
- 26 sierpnia 1994 – koncert w „The Radisson Star Plaza Theater”, Merrillville, Indiana, USA
- 27 sierpnia 1994 – koncert w „The State Theater”, Kalamazoo, Michigan, USA
- 28 sierpnia 1994 – koncert w „The State Theater”, Kalamazoo, Michigan, USA
- 29 sierpnia 1994 – koncert na „Michigan State Fair”, State Fair Grounds, Detroit, Michigan, USA

Część 32: Jesienne tournée po USA (pocz. 1 października 1994)
- 1 października 1994 – koncert w „Ben Light Gymnasium”, Ithaka College, Ithaka, Nowy Jork, USA
- 2 października 1994 – koncert w „LeFrak Gymnasium”, Almherst College, Almherst, Massachusetts, USA
- 4 października 1994 – koncert w „The State Theater”, Portland, Maine, USA
- 7 października 1994 – koncert w „The Orpheum Theatre” w Bostonie w stanie Massachusetts
- 8 października 1994 – koncert w „The Orpheum Theatre” w Bostonie w stanie Massachusetts
- 18 października 1994 – koncert w „Roseland Ballroom”, Nowy Jork, Nowy Jork, USA
- 23 października 1994 – koncert w „Landmark Theater”, Syracuse, Nowy Jork, USA
- 27 października 1994 – koncert w „The Tower Theater”, Upper Darby, Pensylwania, USA
- 31 października 1994 – koncert w „Warner Theater”, Waszyngton, District of Columbia, USA
- 1 listopada 1994 – koncert w „Chrysler Hall”, Norfolk, Wirginia, USA
- 4 listopada 1994 – koncert w „Georgia Mountain Center”, Gainesville, Georgia, USA
- 5 listopada 1994 – koncert w „Tennessee Theatre”, Knoxsville, Tennessee, USA
- 6 listopada 1994 – koncert w „Thomas Wolfe Auditorium”, Asheville, Karolina Północna, USA
- 8 listopada 1994 – koncert w „Ryman Auditorium”, Nashville, Tennessee, USA
- 10 listopada 1994 – koncert w „Oman Auditorium”, Jackson, Tennessee, USA

### 1995
Część 33: Europejskie wiosenne tournée (pocz. 11 marca 1995)
- 14 marca 1995 – koncert w „Stadthalle”, Furth, Niemcy
- 15 marca 1995 – koncert w „Otto Franke Halle”, Aschaffenburg, Niemcy
- 16 marca 1995 – koncert w „Stadthalle”, Bielefeld, Niemcy
- 18 marca 1995 – koncert w „Martinihal”, Groningen, Holandia
- 19 marca 1995 – koncert w „Rodahal”, Kerkrade, Holandia
- 22 marca 1995 – koncert w „Zenith Arena”, Lille, Francja
- 24 marca 1995 – koncert w „Le Zenith”, Paryż, Francja
- 30 marca 1995 – koncert w „Brixton Academy”, Londyn, Wielka Brytania
- 4 kwietnia 1995 – koncert w „Labatts Apollo”, Manchester, Wielka Brytania
- 6 kwietnia 1995 – koncert w „Edinburgh Playhouse”, Edynburg, Wielka Brytania

Część 34: Wiosenne tournée po USA (pocz. 10 maja 1995)
- 15 maja 1995 – koncert w „McCallum Theatre”, Palm Desert, Kalifornia, USA
- 17 maja 1995 – koncert w „Hollywood Palladium Theater”, Los Angeles, Kalifornia, USA
- 20 maja 1995 – koncert w „Santa Barbara County Bowl”, Santa Barbara, Kalifornia, USA
- 25 maja 1995 – koncert w „Berkeley Community Theatre”, Berkeley, Kalifornia, USA
- 26 maja 1995 – koncert w „Berkeley Community Theatre”, Berkeley, Kalifornia, USA
- 27 maja 1995 – koncert w „Laguna Seca Daze”, Monterey, Kalifornia, USA
- 28 maja 1995 – koncert w „Reno Hilton Amphitheater”, Reno, Nevada, USA
- 30 maja 1995 – koncert w „Hult Center”, Eugene, Oregon, USA
- 2 czerwca 1995 – koncert w „Paramount Theater”, Seattle, Washington, USA
- 6 czerwca 1995 – koncert w „Schnitzer Concert Hall”, Portland, Oregon, USA
- 7 czerwca 1995 – koncert w „Riverfront Park”, Spokane, Washington, USA
- 15 czerwca 1995 – koncert na „Franklin County Airport”, Highgate, Vermont, USA
- 16 czerwca 1995 – koncert w „Harborlights Pavilion”, Boston, Massachusetts, USA
- 19 czerwca 1995 – koncert na „Giants Stadium”, East Rutherford, New Jersey, USA
- 22 czerwca 1995 – koncert w „Theater of Living Arts”, Filadelfia, Pensylwania, USA

Część 35: Letnie europejskie tournée (pocz. 29 czerwca 1995)
- 29 czerwca 1995 – Koncert w „Spektrum”, Oslo, Norwegia
- 2 lipca 1995 – koncert w „Stadtpark” w Hamburgu w Niemczech
- 7 lipca 1995 – koncert w „Freilichtbuhne”, Glauchau, Niemcy
- 10 lipca 1995 – koncert w „Beethovensaal”, Liederhalle, Kultur und Congresszentrum, Stuttgart, Niemcy
- 16 lipca 1995 – koncert na „Plaza de Toros”, Bilbao, Hiszpania
- 20 lipca 1995 – koncert w „Puerto Deportivo da Cartagena”, Cartagena, Hiszpania
- 30 lipca 1995 – koncert w „Paleo Festival” w Nyon w Szwajcarii

Część 36: Klasyczne jesienne tournée (pocz. 23 września 1995)
- 27 września 1995 – koncert w „Lee Civic Center”, Fort Myers, Floryda, USA
- 29 września 1995 – koncert w „Sunrise Music Center”, Sunrise, Floryda, USA
- 30 września 1995 – koncert w „Sundome”, University of South Florida, Tampa, Floryda, USA
- 2 października 1995 – koncert w „St. Lucie County Civic Center”, Fort Pierce, Floryda, USA
- 5 października 1995 – koncert w „University of Central Florida Arena”, Orlando, Floryda, USA
- 6 października 1995 – koncert w „Riverview Music Arena”, Jacksonville, Floryda, USA
- 7 października 1995 – koncert w „King Street Palace”, Charleston, Karolina Południowa, USA
- 9 października 1995 – koncert w „The Johnny Mercer Theater”, Civic Center, Savannah, Georgia, USA
- 10 października 1995 – koncert w „Bell Auditorium”, Augusta, Georgia, USA
- 11 października 1995 – koncert w „The Fox Theater”, Atlanta, Georgia, USA
- 12 października 1995 – koncert w „Dothan Civic Center”, Dothan, Alabama, USA
- 15 października 1995 – koncert w „Thibodaux Civic Center” w Thibodaux w stanie Luizjana
- 16 października 1995 – koncert w „McAlister Auditorium”, Tulane University, Nowy Orlean, Luizjana, USA
- 18 października 1995 – koncert w „Alabama Theater”, Birmingham, Alabama, USA
- 19 października 1995 – koncert w „Mud Island Amphitheatre”, Memphis, Tennessee, USA
- 24 października 1995 – koncert w „Target Center”, Minneapolis, Minnesota, USA
- 30 października 1995 – koncert w „Robinson Auditorium”, Little Rock, Arkansas, USA.
- 4 listopada 1995 – koncert w „Austin Music Hall”, Austin, Teksas, USA
- 9 listopada 1995 – koncert w „Symphony Hall”, Phoenix, Arizona, USA
- 11 listopada 1995 – koncert w „The Joint”, Hard Rock Hotel, Las Vegas, Nevada, USA

Część 37: Tournée Raj utracony (pocz. 7 grudnia 1995)
- 7 grudnia 1995 – koncert w „O’Neill Center”, Western Connecticut State University, Danbury, Connecticut, USA
- 8 grudnia 1995 – koncert w „Worcester Auditorium”, Worcester, Massachusetts, USA
- 10 grudnia 1995 – koncert w „The Orpheum Theatre”, Boston, Massachusetts, USA
- 11 grudnia 1995 – koncert w „The Beacon Theatre”, Nowy Jork, Nowy Jork, USA
- 14 grudnia 1995 – Koncert w „The Beacon Theatre”, Nowy Jork, Nowy Jork, USA
- 16 grudnia 1995   Koncert w „Electric Factory”, Filadelfia, Pensylwania, USA

### 1996
Część 38: Wiosenne tournée po USA i Kanadzie; (pocz. 13 kwietnia 1996)
- 13 kwietnia 1996 – koncert w „Simon Forum Athletic Center”, Drew University, Madison, New Jersey, USA
- 14 kwietnia 1996 – koncert w „Palace Theater”, New Haven, Connecticut, USA
- 16 kwietnia 1996 – koncert w „Palace Theater”, New Haven, Connecticut, USA
- 21 kwietnia 1996 – koncert w „State Theater”, Portland, Maine, USA
- 22 kwietnia 1996 – koncert w „Hutchins Concert Hall”, Maine Center for the Performing Arts, University of Maine, Orono, Maine, USA
- 26 kwietnia 1996 – koncert w „Verdun Auditorium”, Montreal, Quebec, Kanada
- 27 kwietnia 1996 – koncert w „Concert Hall”, Toronto, Ontario, Kanada
- 3 maja 1996 – koncert w „University Fieldhouse”, Bucknell University, Lewisburg, Pensylwania, USA
- 4 maja 1996 – koncert w „Classic Amphitheater”, Fairground at Strawberry Hill, Richmond, Wirginia, USA
- 7 maja 1996 – koncert w „The Palace”, Louisville, Kentucky, USA
- 11 maja 1996 – koncert w „Houston Gym”, Sports Arena, Buffalo State College, Buffalo, Nowy Jork, USA
- 14 maja 1996 – koncert w „Michigan Theater”, Ann Arbor, Michigan, USA
- 18 maja 1996 – koncert w „Coca Cola Star Lake Amphitheater”, Burgettstown, Pensylwania, USA

Część 39: Letnie europejskie tournée (pocz. 15 czerwca 1996)
- 15 czerwca 1996 – koncert w „Tangkrogen”, Århus, Dania. Z okazji Århus Festival
- 19 czerwca 1996 – koncert w „Alte Oper”, Frankfurt, Niemcy
- 24 czerwca 1996 – koncert w „Hall Omnisports”, Differdange, Luksemburg
- 26 czerwca 1996 – koncert w „Empire”, Liverpool, Wielka Brytania
- 3 lipca 1996 – koncert w nieznanym miejscu, Konstancja, Niemcy. W ramach Zeltfestival
- 5 lipca 1996 – koncert na „Piazza Municipale”, Ferrara, Włochy
- 8 lipca 1996 – koncert w „Villa Manin”, Passariano, Włochy
- 23 lipca 1996 – koncert w „Den Gra Hal”, Fristaden Christiania, Kopenhaga, Dania

Część 40: Amerykańskie jesienne tournée (pocz. 17 października 1996)
- 17 października 1996 – koncert w „Performing Arts Center”, California Polytechnic State University. San Luis Obispo, Kalifornia, USA
- 19 października 1996 – koncert w „Star of the Desert Arena”, Buffalo Bills Resort and Casino. Jean, Nevada, USA
- 21 października 1996 – koncert w „Centennial Hall”, University of Arizona. Tucson, Arizona, USA
- 26 października 1996 – koncert w „Austin Music Hall”. Austin, Teksas, USA
- 29 października 1996 – koncert w „Civic Center Music Hall”. Oklahoma City, Oklahoma, USA
- 30 października 1996 – koncert w „Municipal Auditorium”, Shreveport City Center Complex. Shreveport, Luizjana, USA
- 1 listopada 1996 – koncert w „Tupelo Coliseum Arena”. Tupelo, Missisipi, USA
- 3 listopada 1996 – koncert w „Soldiers and Sailors Memorial Auditorium”. Chattanooga, Tennessee, USA
- 6 listopada 1996 – koncert w „Municipal Auditorium”. Charleston, Wirginia Zachodnia, USA
- 13 listopada 1996 – koncert w „Dane County Memorial Coliseum”. Madison, Wisconsin, USA
- 15 listopada 1996 – koncert w „Stephens Auditorium”, Stephens College. Columbia, Missouri, USA
- 17 listopada 1996 – koncert w „Auditorium”, University of Indiana. Bloomington, Indiana, USA
- 20 listopada 1996 – koncert w „MSU Auditorium”, Michigan State University. East Lansing, Michigan, USA
- 22 listopada 1996 – koncert w „Morris Civic Auditorium”, South Bend, Indiana, USA
- 23 listopada 1996 – koncert w „E.J. Thomas Performing Arts Hall”, University of Akron. Akron, Ohio, USA

### 1997
Część 41: Japońskie tournée (pocz. 9 lutego 1997)
- 9 lutego 1997 – koncert w „Hall A”, Tokyo International Forum. Tokyo, Japonia
- 14 lutego 1997 – koncert w „Sun Palace”, Hakata. Fukuoka, Japonia
- 18 lutego 1997 – koncert w „Festival Hall”. Osaka, Japonia
- 22 lutego 1997 – koncert w „Kenmin Kaikan”, Akita Prefecture Cultural Hall. Akita, Japonia

Część 42: Wiosenne tournée po USA i Kanadzie (pocz. 31 marca 1997)
- 31 marca 1997 – koncert na „St. Jones Memorial Stadium”. St. Jones, Nowa Fundlandia, Kanada
- 7 kwietnia 1997 – koncert w „Aitken Center”, University of New Brunswick. Fredericton, Nowy Brunszwik, Kanada
- 9 kwietnia 1997 – koncert w „Bangor Auditorium”. Bangor, Maine, USA
- 12 kwietnia 1997 – koncert w „The Charles A. Dana Center”, Bentley College. Waltham, Massachusetts, USA
- 13 kwietnia 1997 – koncert w „Recreation Center”, William Paterson College. Wayne, New Jersey, USA
- 19 kwietnia 1997 – koncert w „Sports Center”, University of Hartford. Hartford, Connecticut, USA
- 20 kwietnia 1997 – koncert w „William T. Boylan Gymnasium”, Monmouth University. West Long Branch, New Jersey, USA
- 24 kwietnia 1997 – koncert w „Hamilton College”, Stanley Performing Arts Center. Utica, Nowy Jork, USA
- 28 kwietnia 1997 – koncert w „Capitol Music Hall”. Wheeling, Wirginia Zachodnia, USA
- 29 kwietnia 1997 – koncert w „Emens Auditorium”, Ball State University. Muncie, Indiana, USA

- 22 maja 1997 – koncert w „International Room”, Beverly Hilton Hotel. Beverly Hills, Los Angeles, Kalifornia, USA. Obiad benefisowy dla Simon Wiesenthal Center.

Część 43: Letnie tournée po USA i Kanadzie (pocz. 3 sierpnia 1997)
- 8 sierpnia 1997 – koncert w „Darien Lake Performing Arts Center”, Darien Center. Syracuse, Nowy Jork, USA
- 26 sierpnia 1997 – koncert w „Blossom Music Center”. Cuyahoga Falls, Ohio, USA

### 1998
Część 47: Zimowe tournée po USA (pocz. 13 stycznia 1998)
- 28 stycznia 1998 – koncert w „Landmark Theater”. Syracuse, Nowy Jork, USA
- 30 stycznia 1998 – koncert w „Tilles Center” w C.W. Post College w Brookville w stanie Nowy Jork
- 31 stycznia 1998 – koncert w „Mark G. Etess Arena”, Taj Mahal. Atlantic City, New Jersey, USA
- 1 lutego 1998 – koncert w „Prudential Hall”, New Jersey Performing Arts Center. Newark, New Jersey, USA
- 2 lutego 1998 – koncert w „Symphony Hall”. Springfield, Massachusetts, USA
- 14 lutego 1998 – koncert w „Public Hall” w Cleveland w stanie Ohio
- 15 lutego 1998 – koncert w „John F. Savage Hall”, University of Toledo. Toledo, Ohio, USA
- 17 lutego 1998 – koncert w „Fox Theater”. St. Louis, Missouri, USA
- 19 lutego 1998 – koncert w „Cincinnati Gardens”. Cincinnati, Ohio, USA
- 20 lutego 1998 – koncert w „Viking Hall”, Bristol University. Bristol, Tennessee, USA

Część 48: Południowoamerykańskie tournée z The Rolling Stones (pocz. 30 marca 1998)
- 5 kwietnia 1998 – koncert na „River Plate Stadium”. Buenos Aires, Argentyna

Część 49: Tournée po Zachodnim Wybrzeżu USA i Kanady z Joni Mitchell i Vanem Morrisonem (pocz. 13 maja 1998)
- 19 maja 1998 – koncert w „San Jose Arena”. San Jose, Kalifornia, USA
- 21 maja 1998 – koncert w „Pauley Pavilion”, UCLA. Los Angeles, Kalifornia, USA

Część 50: Letnie europejskie tournée (pocz. 30 maja 1998)
- 3 czerwca 1998 – koncert w „Waldbühne”. Berlin, Niemcy
- 4 czerwca 1998 – koncert w „Stadthalle”. Rostock, Niemcy
- 6 czerwca 1998 – koncert w „Sibbarps strand”. Malmö, Szwecja
- 7 czerwca 1998 – koncert w „Frognerbadet”. Oslo, Norwegia. W ramach Norwegian Wood Festival
- 10 czerwca 1998 – koncert w „Scandinavium”. Göteborg, Szwecja
- 11 czerwca 1998 – koncert w „Forum”. Kopenhaga, Dania
- 12 czerwca 1998 – koncert w „Freileichtbuhne”, Stadtpark. Hamburg, Niemcy
- 20 czerwca 1998 – koncert w „Newcastle Arena”. Newcastle, Wielka Brytania
- 21 czerwca 1998 – koncert w „Hall 4” w S.E.C.C. w Glasgow w Wielkiej Brytanii
- 23 czerwca 1998 – koncert w „The Arena”. Sheffield, Wielka Brytania
- 25 czerwca 1998 – koncert w „NUNEX Arena”. Manchester, Wielka Brytania
- 28 czerwca 1998 – koncert w „Pyramid Stage”, Worthy Farm. Pilton, Wielka Brytania
- 30 czerwca 1998 – koncert w „Le Zenith” w Paryżu we Francji
- 4 lipca 1998 – koncert w „Castello Scaligero”. Villafranca, Włochy
- 9 lipca 1998 – koncert na „Collegno Pellerossa Festival”. Turyn, Włochy

Część 51: Tournée po Australii i Nowej Zelandii (pocz. 19 sierpnia 1998)
- 19 sierpnia 1998 – koncert w „Mercury Lounge”, Crown Casino. Melbourne, Wiktoria, Australia
- 21 sierpnia 1998 – koncert w „Melbourne Park”. Melbourne, Wiktoria, Australia
- 30 sierpnia 1998 – koncert w „Townsville Breakwater Entertainment Centre”. Townsville, Queensland, Australia
- 7 września 1998 – koncert w „North Shore Event Centre”, Glenfield. Auckland, Nowa Zelandia

Część 52: Tournée po Zachodnim Wybrzeżu USA w Vanem Morrisonem (pocz. 17 września 1998)
- 22 września 1998 – koncert w „Grandstand”, Puyallup State Fair, Western Washington Fairgrounds. Puyallup, Washington, USA
- 24 września 1998 – koncert w „McArthur Court”, Universitu of Oregon. Portland, Oregon, USA
- 25 września 1998 – koncert w „Concord Pavilion” w Concord  w Kalifornii

Część 53: Jesienne tournée po USA i Kanadzie (pocz. 15 października 1998)
- 15 października 1998 – koncert w „Olympic Saddledome” (Canadian Airlines Saddledome). Calgary, Alberta, Kanada
- 16 października 1998 – koncert w „Edmonton Coliseum”. Edmonton, Alberta, Kanada
- 18 października 1998 – koncert w „Saskatchewan Place”. Saskatoon, Saskatchewan, Kanada
- 20 października 1998 – koncert w „Agridome”, Regina Exhibition Park. Regina, Saskatchewan, Kanada
- 21 października 1998 – koncert w „Winnipeg Arena”. Winnipeg, Manitoba, Kanada
- 22 października 1998 – koncert w „Duluth Entertainment and Convention Center”. Duluth, Minnesota, USA
- 23 października 1998 – koncert w „Target Center”. Minneapolis, Minnesota, USA
- 25 października 1998 – koncert w „United Center”. Chicago, Illinois, USA
- 28 października 1998 – koncert w „The Palace”. Auburn Hills, Michigan, USA
- 29 października 1998 – koncert w „Maple Leaf Gardens”. Toronto, Ontario, Kanada
- 30 października 1998 – koncert w „Corel Centre”, Kanata. Ottawa, Ontario, Kanada
- 1 listopada 1998 – koncert w „Madison Square Garden”. Nowy Jork, Nowy Jork, USA
- 7 listopada 1998 – koncert w „Alexander Memorial Coliseum”, Georgia Institute of Geology. Atlanta, Georgia, USA

### 1999
Część 54: Zimowe tournée po USA (pocz. 26 stycznia 1999)
- 2 lutego 1999 – koncert w „Pensacola Civic Center” w Pensacola na Florydzie
- 3 lutego 1999 – koncert w „Nat Kiefer UNO Lakefront Arena”, University of New Orleans. Nowy Orlean, Luizjana, USA
- 13 lutego 1999 – koncert w „Redbird Arena”, Illinois State University. Normal, Illinois, USA
- 15 lutego 1999 – koncert w „Van Andel Arena”. Grand Rapids, Michigan, USA
- 18 lutego 1999 – koncert w „Stabler Arena”, Lehigh University. Betlehem, Pensylwania, USA
- 19 lutego 1999 – koncert w „Broome County Forum”. Binghamton, Nowy Jork, USA
- 20 lutego 1999 – koncert w „Olympic Center”. Lake Placid, Nowy Jork, USA
- 22 lutego 1999 – koncert w „RPI Fieldhouse”, Rensselaer Polytechnic Institute. Troy, Nowy Jork, USA
- 23 lutego 1999 – koncert w „Marine Midland Arena”. Buffalo, Nowy Jork, USA
- 24 lutego 1999 – koncert w „Mullins Center”, University of Massachusetts. Amherst, Massachusetts, USA
- 25 lutego 1999 – koncert w „Cumberland Civic Center”. Portland, Maine, USA
- 27 lutego 1999 – koncert w „Copa Room, Sands Casino”. Atlantic City, New Jersey, USA. Wczesny koncert

Część 55: Wiosenne tournée po Europie (pocz. 7 kwietnia 1999)
- 7 kwietnia 1999 – koncert w „Pavilhao do Atlantico”, Parque das Nacoes. Lizbona, Portugalia
- 8 kwietnia 1999 – koncert w „Colisio Oporto”. Oporto, Portugalia
- 10 kwietnia 1999 – koncert w „Teatro Jovellanos” w Gijón w Hiszpanii
- 11 kwietnia 1999 – koncert w „Velodromo Anoeta”. San Sebastián, Hiszpania
- 14 kwietnia 1999 – koncert w „Palacio de Deportes de la Comunidad de Madrid”. Madryt, Hiszpania
- 15 kwietnia 1999 – koncert w „Velodromo Luis Puig”. Walencja, Hiszpania
- 17 kwietnia 1999 – koncert w „La Malagueta” w Maladze w Hiszpanii
- 18 kwietnia 1999 – koncert w „Palacio Municipal de Deportes”. Granada, Hiszpania
- 19 kwietnia 1999 – koncert w „Narciso Yepes Hall”, Auditorio y Centro de Congresos de Murcia. Murcia, Hiszpania
- 21 kwietnia 1999 – koncert w „Pabellon Principie Felipe”. Zaragoza, Hiszpania
- 22 kwietnia 1999 – koncert w „Palau Minicipal dels Exports”. Barcelona, Hiszpania
- 23 kwietnia 1999 – koncert w „Le Dome”. Marsylia, Francja
- 25 kwietnia 1999 – koncert na „Hallenstadion”. Zurych, Szwajcaria
- 27 kwietnia 1999 – koncert w „Sporthall” w Linzu w Austrii
- 28 kwietnia 1999 – koncert w „Hali Tivoli”. Lublana, Słowenia
- 29 kwietnia 1999 – koncert w „Eishalle” w Grazu w Austrii
- 30 kwietnia 1999 – koncert w „Stadthalle”. Wiedeń, Austria
- 1 maja 1999 – koncert w „Silvretta Ski and Funsport Arena”, The Idalpe. Ischgl, Austria
- 2 maja 1999 – koncert w „Olimpiahalle”. Monachium, Niemcy

Część 56: Letnie tournée po USA z Paulem Simonem (pocz. 5 czerwca 1999)
- 5 czerwca 1999 – koncert w „Fillmore Auditorium”. Denver, Kolorado, USA
- 6 czerwca 1999 – koncert w „World Arena”. Colorado Springs, Kolorado, USA
- 7 czerwca 1999 – koncert w „McNicholls Arena”. Denver, Kolorado, USA
- 9 czerwca 1999 – koncert w „Delta Center”. Salt Lake City, Utah, USA
- 11 czerwca 1999 – koncert w „General Motors Arena”. Vancouver, Kolumbia Brytyjska, Kanada
- 12 czerwca 1999 – koncert w „Rose Garden Arena”. Portland, Oregon, USA
- 13 czerwca 1999 – koncert w „The Gorge Amphitheatre”. George, Washington, USA
- 16 czerwca 1999 – koncert w „ARCO Arena”. Sacramento, Kalifornia, USA
- 18 czerwca 1999 – koncert w „Concord Pavilion”. Concord, Kalifornia, USA
- 19 czerwca 1999 – koncert w „Shoreline Amphitheater”. Mountain View, Kalifornia, USA
- 20 czerwca 1999 – koncert w „Arrowhead Pond of Anaheim”. Anaheim, Kalifornia, USA
- 22 czerwca 1999 – koncert w „Hollywood Bowl”. Los Angeles, Kalifornia, USA
- 26 czerwca 1999 – koncert w „Garden Arena”. MGM Grand. Las Vegas, Nevada, USA
- 3 lipca 1999 – koncert w „Bayside Festival Park”. Duluth, Minnesota, USA
- 9 lipca 1999 – koncert w „World Music Theatre”. Tinley Park, Illinois, USA
- 10 lipca 1999 – koncert w „Riverport Amphitheatre”. Maryland Heights, Missouri, USA
- 13 lipca 1999 – koncert w „GTE Virginia Beach Amphitheater”. Virginia Beach, Wirginia, USA
- 14 lipca 1999 – koncert w „All-Tel Pavilion” at Walnut Creek. Raleigh, Karolina Północna, USA
- 16 lipca 1999 – koncert w „Nissan Pavilion” at Stone Ridge. Bristow, Wirginia, USA
- 17 lipca 1999 – koncert w „Sony Music Entertainment Center”. Camden, New Jersey, USA
- 18 lipca 1999 – koncert w „Coca Cola Star Like Amphitheater”. Burgettstown, Pensylwania, USA
- 22 lipca 1999 – koncert w „Tweeter Center for the Performing Arts”. Mansfield, Massachusetts, USA
- 24 lipca 1999 – koncert w „Meadows Music Theater”. Hartford, Connecticut, USA
- 28 lipca 1999 – koncert w „PNC Banks Art Center”. Holmdel, New Jersey, USA
- 31 lipca 1999 – koncert w „Jones Beach Theater”, Jones Beach  State Park. Wantagh, Nowy Jork, USA

Część 57: Jesienne tournèe z Paulem Simonem po USA (pocz. 2 września 1999)
- 2 września 1999 – koncert w „Coral Sky Amphitheatre”. West Palm Beach, Floryda, USA

Część 58: Jesienne tournée z Philem Leshem i Przyjaciółmi po USA (pocz. 26 października 1999)
- 29 października 1999 – koncert w „Millett Assembly Hall”, Miami University. Oxford, Ohio, USA
- 2 listopada 1999 – koncert w „Breslin Student Events Center”, Michigan State University. East Lansing, Michigan, USA
- 19 listopada 1999 – koncert w „Copa Room”, Sands Casino w Atlantic City w stanie New Jersey USA; koncert wcześniejszy

## Dyskografia
- Real Live (koncertowy) (1984)
- Biograph (1985)
- The Bootleg Series Vol. 7: No Direction Home: The Soundtrack (2005)
- Dylan (2007)

## Inne wersje
- The Staple Singers – Great Day (1963) i This Little Light (1964)
- Judy Collins – Judy Collins #3 (1964) i Forever: An Anthology (1997)
- Julie Felix – Julie Felix (1964)
- Linda Mason – How Many Seas Must a White Dove Sail (1964)
- Odetta – Odetta Sings Dylan (1965)
- The Gene Norman Group – Dylan Jazz (1965)
- De Maskers – Dank U (1966)
- José Feliciano – A Bag Full of Soul (1966) i Che Sara: Greatest Hits (1998)
- Barbara Dane na albumie różnych wykonawców Save the Children: Songs from the Heart (1967)
- Cher – Backstage (1968)
- Leon Russell – Leon Russell (1970)
- Pete Seeger – World of Pete Seeger (1974)
- Bettina Jonic – The Bitter Mirror (1975)
- Don McLean – Solo... Live (1976)
- Valerie LaGrange – Chez Moi (1981)
- Martin Simpson – Grinning in Your Face (1983) i Collection (1994)
- The Flying Pickets – Lost Boys (1984)
- Roger Taylor – Strange Frontier (1984)
- The Long Ryders – Metalic B.O. (1989) i The Long Ryders Anthology (1999)
- Jimmy Page – Session Man, Volume 2 (1991)
- Kevin Kinney – The Times They Are A-Changin’  (1992)
- Eddie Vedder i Mike McCready na albumie The 30th Anniversary Concert Celebration (1993)
- Tim O’Brien – Red on Blonde (1996)
- Gerard Quintana and Jordi Batiste – Els Miralls de Dylan (1999)
- Bob Weir – Weir Here: Best of Bob Weir (2004)
- Martyna Jakubowicz – Tylko Dylan (2005) (jako Specjaliści od wojny)
- dylan.pl – Niepotrzebna pogodynka, żeby znać kierunek wiatru (2017) (jako Mistrz wojennych gier)